# Секибуне
Секибуне (јап. 小早) је јапански термин за средње ратне бродове, који су били у употреби у касном средњем и раном новом веку, током периода Сенгоку и у почетку Едо периода.

## Карактеристике
Секибуне су били други по величини, и најбројнији ратни бродови јапанских морнарица од 15. до 17. века. Били су то лаки и уски бродови дубоког газа (трупа у облику латиничног слова В), грађени за брзину, са једни  јарболом и погоном на једра (у пловидби) и весла (у борби). Труп брода грађен је најчешће од кедровине, а посада је била заштићена грудобранима (тате ита) од бамбуса, са пушкарницама за стреле и аркебузе, који су окруживали палубу са све 4 стране целом дужином брода, осим на прамцу, који је био отворен.  Део грудобрана био је постављен на шаркама како би се при абордажу могао спустити и послужити као мост за укрцавање на противнички брод.
По изгледу су подсећали пловеће дрвене тврђаве, или правоугаоне дрвене кутије постављене на бродски труп. Посаду је чинило 40 веслача и 30 самураја, а након увођења ватреног оружја у Јапан (после 1543, а у општој употреби после 1570) били су наоружани са по једним топом и 20 аркебуза. Ови бродови чинили су главнину сваке феудалне морнарице у Јапану.
За разлику од великих ратних бродова (атакебуне)', секибуне нису имали вишеспратну кулу за заповедника на палуби.
Поред унутрашњих сукоба у Јапану током периода Сенгоку, ови бродови учествовали су у поморским биткама током јапанске инвезије Кореје (1592-1598).